# ビヒダス・レディオ・ハイスクール
『ビヒダス・レディオ・ハイスクール』は、1986年から1990年に、FM横浜、FM愛知、FM大阪の3局で毎週月曜から金曜の朝6:40-6:55に放送されたラジオ番組。タイトルが示すとおり、乳酸飲料「ビヒダス」の製造販売元・森永乳業の一社提供番組であった。

## 概要
番組は3局同時ネットではなく各々の局でパーソナリティが異なる企画ネット番組で、FM横浜は俳優の石黒賢、FM愛知はローカルタレントの平松圭子、FM大阪はシンガーソングライターの岡村孝子が担当し、登校・出勤前のさわやかなひとときに音楽とパーソナリティーのおしゃべりでリスナー（主に学生）を癒す人気番組となった。また、1986年の年末には、この年ヒットしたTBSの人気ドラマ『男女7人夏物語』に引っ掛けて、特別編として石黒、平松、岡村の3人の出演によるラジオドラマ『男女3人冬物語』が3局ネットで放送された。
特に一番人気が高かったのが岡村孝子が担当したFM大阪バージョンで、あみん解散後の岡村のソロ歌手としての人気をあげただけでなく、この番組自体も『ABCヤングリクエスト』『日産ミュージックギャラリー・ポップ対歌謡曲』（以上ABCラジオ／パーソナリティ多数）、『ぬかるみの世界』（ラジオ大阪／笑福亭鶴瓶・新野新）などと並ぶ、関西の名物ラジオ番組となった。
また、FM横浜バージョンを担当した石黒はこの番組の人気がきっかけとなってTBSテレビで早朝6時台に放送された中学生・高校生を視聴者層の中心とした番組『ドーナツ6』の司会者に起用された。